# ایماباری ۹۶۵۸
سیارک ۹۶۵۸ (به انگلیسی: 9658 Imabari، نامگذاری:1996DD3) نه هزار و ششصد و پنجاه و هشتمین سیارک کشف شده‌است که در ۲۸ فوریه ۱۹۹۶ کشف شد.
قدر مطلق سیارک برابر ۱۴٫۹۰ است.